# シネマ・パラダイス
『シネマ・パラダイス』は、NHK衛星第2テレビ (NHK BS2) で1997年4月5日から2003年3月22日まで放送されていた映画番組である。
番組は、レギュラー陣とゲストがスタジオでお気に入りの映画作品について語り合う模様を放送。他に、各種映画祭やアカデミー賞の特集も行っていた。

## 放送時間
いずれも日本標準時。NHK BS1とBShiでの再放送あり。
- 土曜 23:00 - 23:45 （1997年4月5日 - 1998年3月28日）
- 日曜 23:15 - 月曜 0:00 （1998年4月5日 - 1999年3月28日）
- 土曜 23:45 - 日曜 0:30 （1999年4月3日 - 2000年3月25日）
- 土曜 23:10 - 23:54 （2000年4月1日 - 2002年3月30日）
- 土曜 23:15 - 23:59 （2002年4月6日 - 2003年3月22日）

## 出演者
- 司会 - 小堺一機
- 村松友視
- 浅井慎平
- 小林千絵
- 川井郁子[1]：毎回1曲、映画音楽を演奏